# District Ilfov
Ilfov is het district rond Boekarest, de hoofdstad van Roemenië. Het bestond in het verleden vooral uit platteland, maar na de val van het communisme ontwikkelden veel dorpen en gemeenten in het district zich tot forensenplaatsen met een hoog gemiddeld inkomen, die als buitenwijken of satellietplaatsen van Boekarest fungeren. De veryupping gaat nog steeds door: veel plaatsen in Ilfov, zoals Otopeni, horen bij de groep plaatsen met het hoogste BNP per inwoner in Roemenië.

## Aangrenzende districten
- Ialomița en Călărași in het oosten
- Dâmbovița in het westen.
- Prahova in het noorden.
- Giurgiu in het zuiden en oosten.

## Demografie
Ilfov (uitgezonderd Boekarest) heeft 300.000 inwoners. 40% van de bevolking is forens en werkt in Boekarest, hoewel in recente jaren veel fabrieken buiten Boekarest zijn gebouwd, in district Ilfov. De groei is 4% per jaar.

## Geografie
De oppervlakte van het district is 1583 km² en ligt in de Roemeense Vlakte tussen de rivieren Argeș en Ialomița.
De belangrijkste rivieren die door het district stromen zijn de Dâmbovița, Colentina en Gruiu. Er zijn een aantal meren, waarvan Cernica, het Snagovmeer en het Căldărușanimeer het belangwekkendst zijn.

## Economie
Oorspronkelijk was landbouw de hoofdbezigheid. Door de economische groei in Boekarest hebben veel bedrijven hun kantoren, fabrieken of pakhuizen in de nabijgelegen dorpen in het district Ilfov geopend, waarmee het economisch het meest ontwikkelde district van Roemenië is geworden.
De voornaamste industrieën in het district zijn:
- Voedsel en drank
- Textiel
- Mechanische onderdelen
- Chemie
- Papier
- Meubilair
- Rubber
- Elektrische apparatuur
- Transportbenodigdheden
- Elektronische en optische apparatuur

Bij Otopeni bevindt zich de hoofdluchthaven van het land, Henri Coandă International Airport. Ook alle hoofdwegen en spoorlijnen vanuit Boekarest lopen door dit district.

## Toerisme
Er is veel bos in het district, en ook vanwege de meren is het een gewilde bestemming voor weekenduitjes en vakanties voor de inwoners van Boekarest.
Verdere interessante plekken voor toeristen zijn:
- het Snagovklooster.
- het Cernicaklooster.
- het Mogoșoaiapaleis.
- het Căldărușaniklooster.
- het paleis van de familie Ghica in Moara Vlăsiei.
- het Știrbeipaleis in Buftea.

## Bestuurlijke indeling
Het district omvat 4 steden en 35 gemeenten.
1. Periș
2. Ciolpan
3. Gruiu
4. Nuci
5. Snagov
6. Grădiștea
7. Moara Vlăsiei
8. Balotești
9. Corbeanca
10. Dascălu
11. Petrăchioaia
12. Otopeni (stad)
13. Tunari
14. Ștefăneștii de Jos
15. Afumați
16. Voluntari (stad)
17. Găneasa
18. Mogoșoaia
19. Buftea (stad)
20. Chitila
21. Dragomirești Vale
22. Chiajna
23. Dobroești
24. Pantelimon
25. Brănești
26. Ciorogârla
27. Domnești
28. Clinceni
29. Bragadiru
30. Popești-Leordeni (stad)
31. Glina
32. Cernica
33. Cornetu
34. Măgurele
35. Jilava
36. Berceni
37. Dărăști-Ilfov
38. 1 Decembrie
39. Vidra

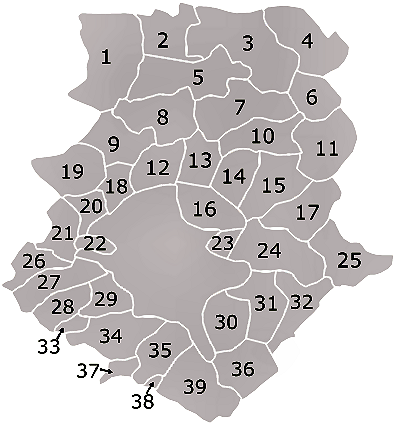
Gemeenten van Ilfov

Ilfov heeft geen hoofdstad. De meeste instellingen van het district bevinden zich in Boekarest, sommige in Otopeni of Buftea. Beide laatste plaatsen strijden om de naam van districtshoofdstad, de ene met als argument zijn ontwikkeling en infrastructuur (Otopeni heeft het grootste inkomen per hoofd van de bevolking van het land, en de grootste luchthaven), de andere bevolkingsomvang en oppervlakte. 